# Mamoni Raisom Goswami
Indira Goswami (India, 14 de noviembre de 1942-29 de noviembre de 2011), conocida por su seudónimo Mamoni Raisom Goswami y popularmente conocida como Mamoni Baideo, fue una editora india, poeta, activista, profesora y escritora.Fue la ganadora  del premio Sahitya Akademi en 1983, el Jnanpith Premio en el año 2000 y el premio Príncipe Principal Claus Laureate en 2008.
Un escritora célebre de la literatura india contemporánea, muchos de sus trabajos han sido traducidos al inglés  y a su indígena idioma Asamés, incluidas las obras La Polilla Comida Howdah del Tusker, Páginas Stained Con Sangre y El Hombre de Chinnamasta.
También fue famosa por sus intentos de estructurar cambio social, ambos retos, a través de sus escrituras y a través de su reto social, tuvo una función de mediadora entre el grupo militante armado Unió Liberation Frente de Asom y el Gobierno de India. Su implicación popició a la formación del grupo Consultivo de las Personas, un comité de paz. Fue reconocida como una "observadora" del proceso de paz más que como mediadora o iniciadora.
Su trabajo se ha trasladado a obras en el escenario y en el cine. La película Adajya está basada en su novela ganadora de premios internacionales, Words from the Mist, una película sobre su vida dirigida por Jahnu Barua.

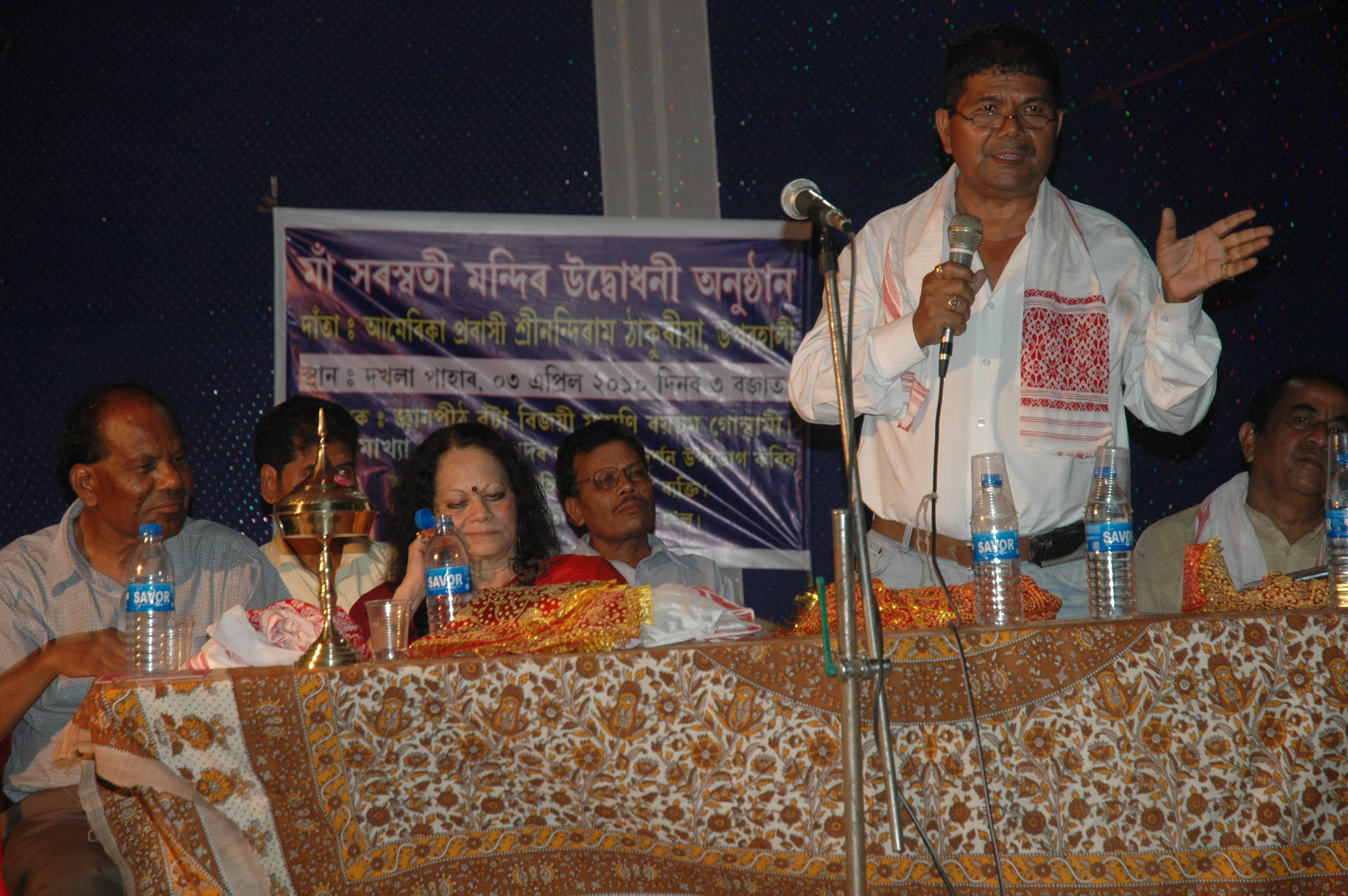
Goswami en la ceremonia de inauguración de un segundo templo de India Saraswati en Bijoy Nagar, Guwahati

## Biografía
Indira Goswami nació en Guwahati de Umakanta Goswami y Ambika Devi, una familia que estaba profundamente asociada con la vida Sattra del Ekasarana Dharma. Estudió en la escuela primaria Latashil, Guwahati, en la Escuela Pine Mount, Shillong, y en la escuela Tarini Chaudhury Girls 'School, Guwahati y completó Artes Intermedias en el  Handique Girls College, Guwahati. Se especializó en literatura asamés en el Cotton College en Guwahati y obtuvo una maestría de la Universidad de Gauhati en el mismo campo de estudio. Indira Goswami, impresionada por las vachanas kannada de Akka Mahadevi, como dijo en Bengaluru.

## Trayectoria
En 1962, publicó su primera colección de cuentos, "Chinaki Morom", cuando todavía era estudiante.
Popularmente conocida como Mamoni Baideo en Assam, fue alentada por el editor Kirti Nath Hazarika quien publicó sus primeros cuentos, cuando todavía estaba en la Clase VIII (trece años), en la revista literaria que él editaba.

### Depresión
Goswami sufrió depresión desde su infancia.  En las primeras páginas de su autobiografía, The Unfinished Autobiography, menciona su inclinación a saltar en las cataratas Crinoline Falls, ubicada cerca de su casa en Shillong. Los repetidos intentos de suicidio estropearon su juventud. Después de la repentina muerte de su esposo, Madhaven Raisom Ayengar de Karnataka, en un accidente automovilístico en la región de Cachemira de la India, después de solo dieciocho meses de matrimonio, se volvió adicta a las grandes dosis de somníferos.  Una vez de regreso a Assam, se unió a la Escuela Sainik, Goalpara como maestra.
En este punto volvió a escribir. Afirma que escribió solo para vivir y que de otro modo no le habría sido posible seguir viviendo. Sus experiencias en Cachemira y Madhya Pradesh, estados de la India donde su esposo había trabajado como ingeniero, se utilizaron en sus novelas Ahiron y The Chehnab's Current, respectivamente.

### La vida en Vrindavan
Después de trabajar en la escuela Sainik en Goalpara, Assam, su maestra Upendra Chandra Lekharu la persuadió de que viniera a Vrindavan, Uttar Pradesh, y realizara una investigación para lograr su tranquilidad mental.
Sus experiencias como viuda y como investigadora encuentran expresión en su novela The Blue Necked Braja (1976), que trata sobre la difícil situación de los Radhaswamis de Vrindavan que vivían en la pobreza extrema y la explotación sexual en la vida cotidiana. Uno de los principales temas que aborda la novela es la difícil situación de las viudas jóvenes para quienes la compañía más allá de los confines de sus ashrams y compañeras viudas se vuelve imposible. Su afán de vivir, así como el dilema moral al que se enfrenta, frente al orden de los preceptos de la religión al respecto, se manifiestan con asombrosa claridad y sentimiento en la novela. La novela expuso el rostro más feo de Vrindavan - la ciudad de Krishna, una deidad hindú - invitando a la crítica de Goswami de sectores conservadores de la sociedad. Sigue siendo un clásico en la literatura india moderna. Es de carácter autobiográfico, ya que ella dice que la angustia del personaje principal Saudamini, refleja lo que ella había pasado después de la muerte de su esposo. La novela se basó en la investigación de Goswami sobre el lugar, así como en la experiencia de la vida real de vivir en el lugar durante varios años antes de que se uniera a la Universidad de Delhi como profesora.
En Vrindavan participó en los estudios del Ramayana. Un volumen masivo del Ramayana de Tulsidas que compró durante su estadía allí por solo once rupias fue una gran fuente de inspiración en su investigación. Esto encuentra expresión en su libro Ramayana from Ganges to Brahmaputra, un incomparable estudio comparativo del Ramayana de Tulsidas y el Ramayana asamés del siglo XIV escrito por Madhava Kandali.

### La vida en la Universidad de Delhi
Goswami se mudó a Delhi, India, para convertirse en profesora de Asamés en el Departamento de Lenguas y Estudios Literarios de la India Moderna (MIL) en la Universidad de Delhi bajo la guía de su mentor de toda la vida, el Profesor Bhabananda Deka, quien estuvo encargado de la introducción del idioma asamés en el Departamento MIL de la Universidad de Delhi. Mientras estaba en la universidad, escribió la mayoría de sus mejores obras. Varias historias cortas, incluidas Hridoy, Nangoth Sohor, Borofor Rani, que utilizaban Delhi como telón de fondo.
Durante la última parte de su vida, después de convertirse en Jefa del Departamento de MIL en la Universidad de Delhi, Goswami, en colaboración con el galardonado escritor y novelista de cuentos cortos populares asamés Arnab Jan Deka, hizo esfuerzos y persuadió a la Universidad de Delhi para que estableciera una cátedra en el nombre del santo, filósofo, literato y artista asamés de la Edad Media Srimanta Sankardev. También convencieron al Ministro Principal de Assam para hacer una contribución de un millón de rupias a la Universidad de Delhi para crear el corpus de la cátedra propuesta. Sin embargo, la Dra. Goswami no pudo ver los frutos de su esfuerzo durante su vida.
Sus dos clásicos, Pages Stained With Blood y The Moth Eaten Howdah of a Tusker, también se escribieron durante este período. Los otros libros que completó mientras vivía en Delhi fueron Ahiron, The Rusted Sword, Uday Bhanu, Dasharathi's Steps y The Man from Chinnamasta.
En Pages Stained With Blood escribe sobre la difícil situación de los sijs en los disturbios anti-sij de 1984 que siguieron al asesinato de Indira Gandhi, la primera ministra de la India. Goswami había sido testigo de los disturbios mientras se encontraba en la zona de Shakti Nagar de Delhi. Visitó muchos de los otros sitios para completar esta novela. Incluso fue a GB Road, el barrio rojo de Delhi, para representar la vida de las prostitutas que vivían allí, lo que forma parte de su novela.
En The Moth Eaten Howdah of a Tusker, escribe sobre la difícil situación de las viudas brahmanes asamés en Satra, instituciones religiosas de Assam. Esta novela fue antologizada en The Masterpieces of Indian Literature y se convirtió en una película, Adajya, que ganó varios premios de festivales de cine nacionales e internacionales. La novela también se convirtió en dos miniseries de televisión. Nandita Das interpretó el papel de Giribala en una de las miniseries.
En la cima de su carrera literaria, Goswami escribió la controvertida novela El hombre de Chinnamasta, una crítica de la tradición milenaria del sacrificio de animales en el famoso templo hindú Shakti a Kamakhya, una diosa madre, en Assam. En esta novela, ella cita las escrituras para autenticar el argumento que presenta en la novela: adorar a la Diosa Madre con flores en lugar de sangre. Ella dijo en una entrevista: "Cuando la novela se publicó por entregas en una revista popular, me amenazaron con terribles consecuencias. Poco después de esto, un periódico local, Sadin, hizo un llamamiento sobre el sacrificio de animales, lo que provocó un gran alboroto: el editor estaba fue Gherao y un tantrik me advirtió. Pero cuando se publicó la apelación, la respuesta fue abrumadoramente a favor de prohibir el sacrificio de animales. También tuve que lidiar con el rechazo de un editor que inicialmente estaba interesado y me había prometido un pago por adelantado, pero que luego dio marcha atrás y ofreció publicar cualquier otro libro mío. ¡Pero el resto, como dicen, es historia y Chinnamastar Manuhto se convirtió en un best-seller fugitivo!"
Otra obra importante de su ficción en ese período fue Jatra (El viaje), basado en el problema de la militancia / secesionismo que ha afectado a casi todo el noreste de la India en la frontera, desde la independencia de la India.
Mamoni Raisom Goswami murió en el Hospital Universitario de Medicina de Gauhati el 29 de noviembre de 2011.

## Reconocimientos
Recibió el premio Sahitya Akademi Award (1982). Recibió el premio Jnanpith (2000), el premio literario más importante de la India, por escribir sobre la subalternidad y la marginalidad. Dos de las características principales de la escritura de Goswami han sido el enfoque en las mujeres y la construcción cultural y política de la sociedad asamés. Sin embargo, también es mérito suyo haber creado posiblemente uno de los mejores personajes masculinos de la literatura asamés contemporánea, a saber, el personaje de Indranath en Datal Hantir Une Khowa Howdah (The Moth Eaten Howdah of a Tusker). Su contribución a la literatura feminista asamés es evidente en este trabajo. Ella retoma el tema del patriarcado existente dentro de las familias brahmanes asamés con una ilustración tomada de un pequeño lugar en Assam conocido como Amranga, Borihat. Esta obra también está incrustada con un tinte poscolonial, ya que vemos el mimetismo de los colonizadores entre los colonizados. También es mérito suyo que hizo un uso extensivo de la relación entre las diferentes variantes del idioma asamés moderno como significantes de la política de las diferencias sociales y culturales entre las diversas comunidades asamés. Pero el énfasis general se mantuvo en la unidad de la identidad asamés. Esto puede tomarse como su forma de abordar la naturaleza de la política contemporánea en Assam, marcada por la confrontación étnica, además de la política más amplia del secesionismo militante. También contribuyó con una importante suma del Claus Laureate, recibido en 2008, al Centro de Salud Pública de Amranga, Borihat en Assam. Esta contribución no es meramente material en su naturaleza, sino un sueño desde su infancia, hecho realidad.

## Obras seleccionadas

### Novelas
- 1972 Chinavar Srota (The Chenab's Current)
- 1976 Neelkanthi Braha (The Blue-Necked Braja), translated by Gayatri Bhattacharya; Zubaan Books, 2013)
- 1980 Ahiron
- 1980 Mamore Dhora Tarowal aru Dukhon Uponyas (The Rusted Sword and Two Other Novels)
- 1980 Budhosagor Dhukhor Geisha Aru Mohammed Musa
- 1988 Datal Hatir Une Khowa Howda (The Moth Eaten Howdah of a Tusker translated by the author, Rupa Publications)
- 1989 Udaybhanur Choritro
- Nangoth Sohor
- 2001 Tej Aru Dhulire Dhusarita Prishtha (Pages Stained With Blood)
- Dashorothir Khuj (Dashorothi's Footsteps)
- 2005 Chinnamastar Manuhto translated as (The Man from Chinnamasta translated by Prasanta Goswami, Katha)
- 2009 "Thengphakhri Tehsildaror Tamor Taruwal" ("The Bronze Sword of Thengphakhri Tehsildar") translated by Aruni Kashyap, published by Zubaan Books, 2013)

### Autobiográficas
- Una autobiografía inacabada (en asamés: আধা লেখা দস্তাবেজ)
- nuevas páginas de la biografía ( asamés: দস্তাবেজ নতুন পৃষ্ঠা)
- nuevas páginas de la biografía ( asamés: অপ্সৰা গৃহ)

### Cuentos cortos
- Ganado
- Dwarka y su arma
- El pozo de Parasu
- El viaje
- Sanskar
- Romper un cuenco de mendicidad
- Udang Bakach
- volver a vivir

### Poesía
- Dolor y carne
- Pakistán
- Oda a una puta

### No ficción
- Ramayana de Ganges a Brahmaputra, Delhi 1996. (Trabajo de investigación sobre Saptakanda Ramayana )

### Obras online
- "The Journey" (cuento corto)

## Premios
- 2007 – D Litt Degree from Rajiv Gandhi University Arunachal Pradesh
- 2008 – D Litt Degree from Indira Gandhi National Open University
- 2008 – Iswar Chandra Vidyasagar Gold Plate from Asiatic Society
- 2008 – Principal Laureate Prince Claus Award[18]
- 2009 – Krishnakanta Handique Award, Asom Sahitya Sabha
- Awarded the Ambassador for Peace from the Inter Religious and International Federation for World Peace
- The International Tulsi Award from Florida International University for her book, Ramayana From Ganga To Brahmaputra
- Asom Ratna – the highest civilian award in the State of Assam, India